# Dobrzejowice
Dobrzejowice – wieś w Polsce położona w województwie dolnośląskim, w powiecie głogowskim, w gminie Żukowice.

## Podział administracyjny
W latach 1954–1972 wieś należała i była siedzibą władz gromady Dobrzejowice. W latach 1975–1998 miejscowość administracyjnie należała do województwa legnickiego.

## Nazwa
Nazwa pochodzi od polskiego słowa oznaczającego dobro. W roku 1295 w kronice łacińskiej Liber fundationis episcopatus Vratislaviensis (pol."Księdze uposażeń biskupstwa wrocławskiego") miejscowość wymieniona jako Dobrseiowitz. Miejscowość nosiła również zgermanizowaną nazwę Doberwitz.

## Demografia
Liczba mieszkańców miejscowości w poszczególnych latach:
| Rok  | Ilość mieszkańców |
| ---- | ----------------- |
| 1998 | 405               |
| 2002 | 378               |
| 2009 | 376               |
| 2011 | 380               |
| 2021 | 368               |

## Osoby
- Barbara Maciąg